# Bardello (Fluss)
Der Bardello ist ein rund 12 Kilometer langer Zufluss des Lago Maggiore in der italienischen Provinz Varese im Nordwesten der Lombardei. 

## Verlauf
Der Bardello entspringt bei Bardello auf 238 m s.l.m. dem Nordwestende des Lago di Varese. Er fließt anfangs nach Nordwesten und bildet dabei die Gemeindegrenze zwischen Bardello und Gavirate, danach kurz zwischen Besozzo und Gavirate, bevor er das Gemeindegebiet von Cocquio Trevisago erreicht. Kurz vor dem Dorf Trevisago vollzieht er einen größeren Bogen gegen Südwesten und umfließt wenig später den Dorfkern von Besozzo.
Er passiert die Fraktion Ronchè, ehe er sich gegen Nordwesten wendet und die Fraktion Ghiggerina (beide Brebbia) passiert. Gleich danach wendet er sich gegen Westen und fließt nun in mehreren Bögen dem Lago Maggiore zu. Schließlich mündet der Fluss zwischen den Fraktionen Bozza di Bogno (Besozzo) im Norden und Bozza di Lago (Brebbia) im Süden auf 193 m s.l.m. in das Ostufer des unteren Lago Maggiore.